# 11814 Schwamb
11814 Schwamb este o planetă minoră (asteroid), cu un diametru de 8,933 km, din centura de asteroizi. A fost descoperită pe 2 martie 1981 la Observatorul Siding Spring de Schelte J. Bus și a fost numită după Meg Schwamb⁠(d). 
Obiectul prezintă o orbită caracterizată de o semiaxă mare de 3,0729202 UAi, o excentricitate de 0,06, o înclinație de 12,71786 ° în raport cu ecliptica.